# 遠藤麻子
遠藤 麻子（えんどう あさこ、6月9日 - ）は、日本のタレント、リポーター。ライトハウス所属で、それ以前にはオールウェーブ・アソシエツに所属していた。
静岡県出身。血液型A型。趣味はスポーツ観戦（特にサッカー）、旅行、写真。エレクトーンを特技とする。

## 出演

### 映画
- river（2003年、CREATIVE OFFICE CUE）[2]

### テレビ番組
- 出動！子供科学博士（サイエンスチャンネル） - リポーター
- ○ごとX（静岡第一テレビ） - リポーター
- ザッツ東京ディズニーリゾート（朝日放送） - リポーター
- ウィークリー藤沢（ジェイコム湘南） - リポーター
- 平尾昌晃プロアマチャリティーゴルフ（テレビ東京） - アシスタント
- こたえてちょーだい!（フジテレビ） - 「いいものブラボー！」リポーター（2005年4月4日 - 2006年9月29日）
- めざせ!競輪キング（テレビ神奈川） - アシスタント
- 第60回日本選手権競輪中継（2007年、テレビ神奈川/BS日テレ） - 敢闘門リポーター[3]

### ラジオ番組
- 中本賢のヨコハマガサガサ探検隊（ラジオ日本） - 「BUNBUNタウンレポート」リポーター

### ウェブサイト
- NIKKEI NET 日経住宅サーチ（日本経済新聞社） - 「BB REPORT」リポーター